# Dodophotis distinguenda
Dodophotis distinguenda is een vlokreeftensoort uit de familie van de Photidae. De wetenschappelijke naam van de soort is voor het eerst geldig gepubliceerd in 1955 door Ruffo.